# بعوضاوات
البعوضاوات (الاسم العلمي: Culicinae) هي أسرة من الحشرات تتبع الفصيلة البعوضيات من رتبة ذوات الجناحين.

## أجناس البعوضاوات
- البعوضة
- البعيضة